# ПАЗ-3237
ПАЗ-3237 («Лужок») — российский двухдверный низкопольный автобус малого класса, с дизельным двигателем Cummins, на мостах КААЗ, дисковые тормоза, пневмопривод, ABS. Первый российский частично низкопольный автобус малого класса. Общее число мест 54 (17 посадочных), полумягкие, раздельные сиденья с невысокими спинками, установлены на подиуме. Производился ОАО «Павловский автобус» с 2003 по 2014 годы. Данный автобус широко используется как на городских маршрутах, так и для заказных перевозок.

## История
История ПАЗ-3237 тесно связана с ГУП «Мосгортранс», по заказу которого автобус и был разработан. В 2002 году был представлен прототип автобуса. Первый образец принципиально отличался от серийных, он был внешне унифицирован с автобусом большого класса ПАЗ-5272. Серийные автобусы получили экстерьер идентичный модели ЛиАЗ-5292 (параллельно разрабатываемого группой ГАЗ). Производство началось в 2003 году. Первая партия автобусов поступила в 9-й автобусный парк ГУП «Мосгортранс» для обслуживания маршрута 12ц. На этом центральном маршруте Москвы он получил своё народное имя — «Плитка». Позже получил прозвище «Духовка», за минимум вентиляции, малую прямоугольную форму и сиденья, расположенные рядами на подиуме. Позже часть автобусов была передана в КАП (бывший 20-й автобусный парк). Экономический кризис повлиял на деятельность коммерческого автобусного парка и вскоре он был ликвидирован. Все оставшиеся автобусы 2 года ржавели под открытым небом, после чего в 2011 году были распределены в некоторые автобусные парки.
В 2014 году был построен опытный автобус ПАЗ-323712 с увеличенной базой, имел 30 сидячих мест, двигатель Cummins. После презентации в Санкт-Петербурге дальнейшая судьба автобуса неизвестна. До этого название ПАЗ-3237 имел другой автобус на базе ПАЗ-3206.

## Модернизация
В 2005 году автобус был модернизирован. Он получил прямоугольные фары, новую цветовую схему, улучшенные сиденья. С этого момента вплоть до 2014 года заводом по заказам выпускалось 5 модификаций ПАЗ-3237, различавшихся моделями и экологическим классом применяемых двигателей Cummins: ПАЗ-3237-01, 3237-03, 3237-05, 3237-09, 3237-11. Для всех них предусматривались два типа трансмиссии (с механической коробкой Praga или «автоматом» Allison). После запуска в серийное производство автобуса модели ЛиАЗ-4292.60 ГУП «Мосгортранс» отказался от дальнейшей эксплуатации ПАЗ-3237-01. В период с 2016 по 2017 год в ГУП «Мосгортранс» производилось массовое списание автобусов ПАЗ-3237-01, большинство автобусов списано, но небольшая часть была продана другим перевозчикам. Последний линейный ПАЗ-3237-01 в ГУП «Мосгортранс» работал на маршрутах до 6 марта 2018 года.

## Галерея

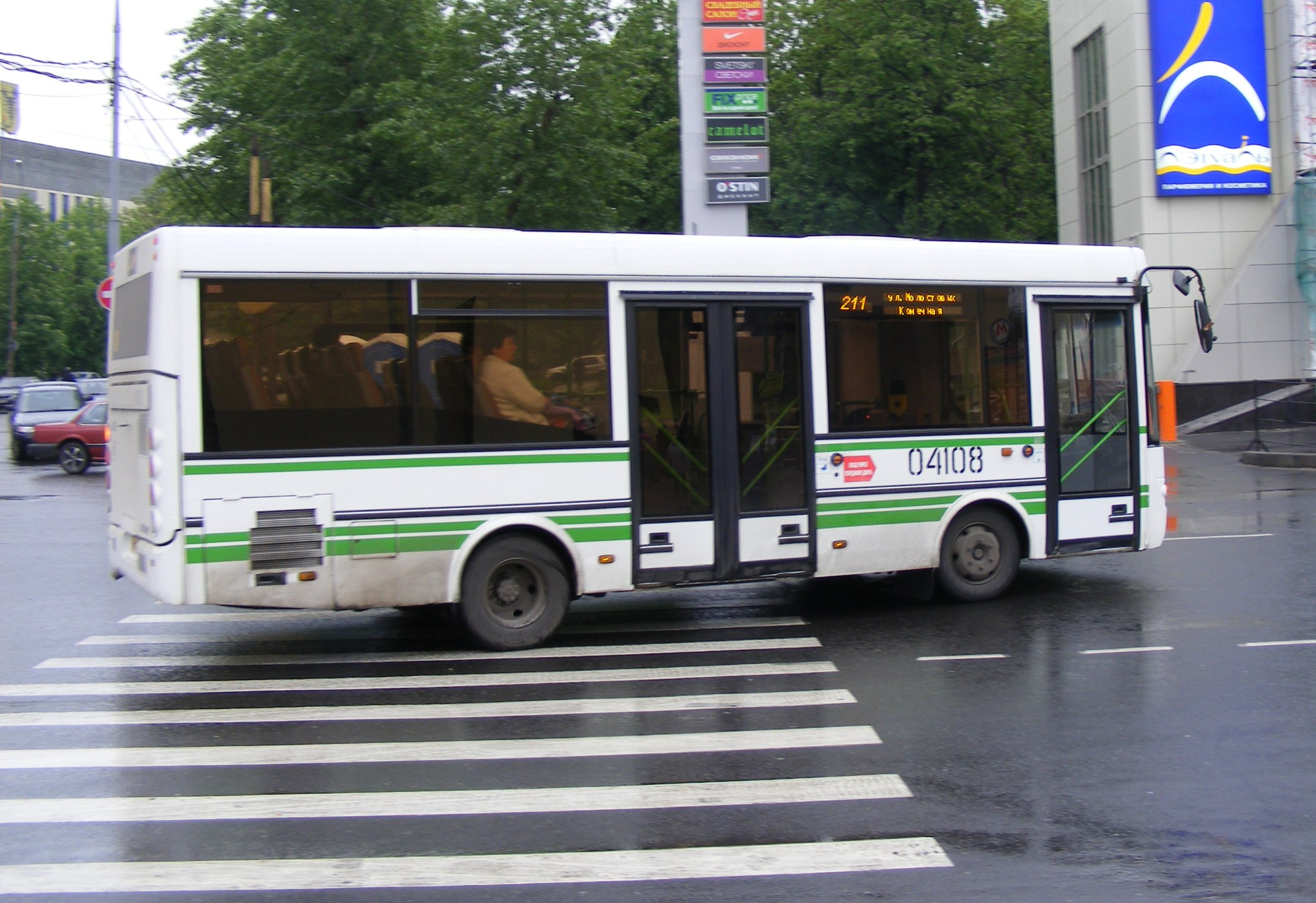
ПАЗ-3237  в Москве
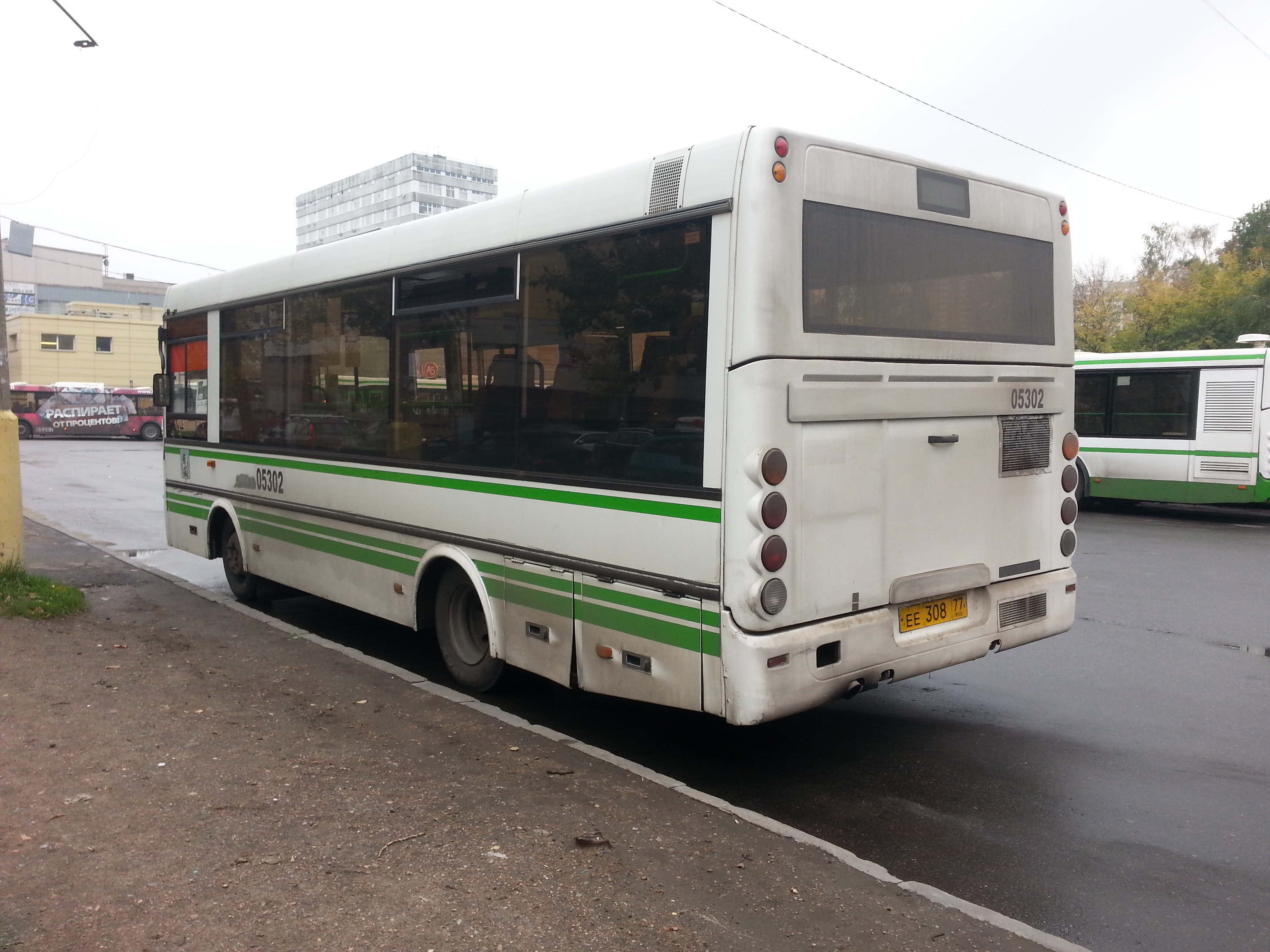
ПАЗ-3237  в Москве
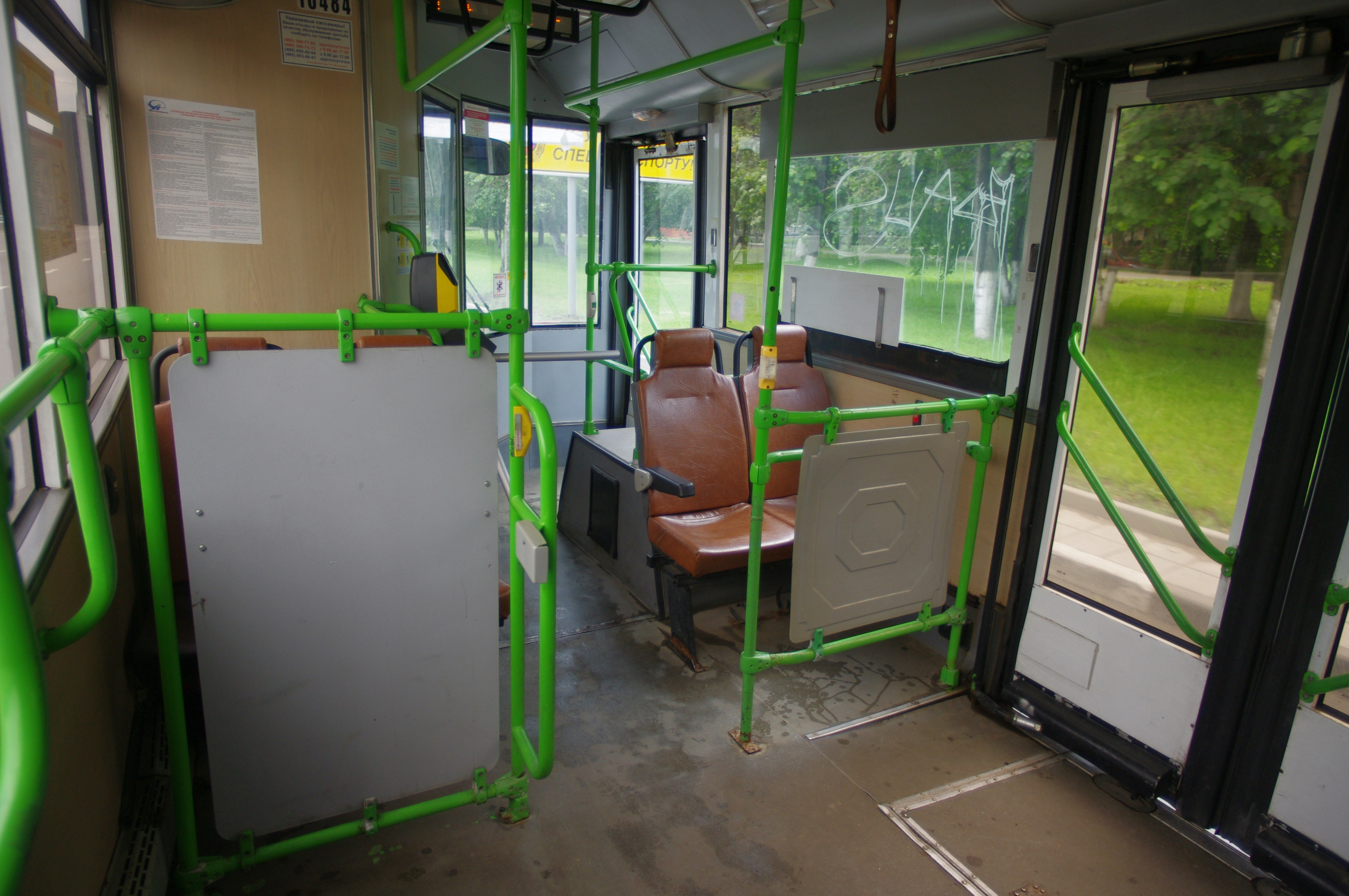
Салон московского ПАЗ-3237
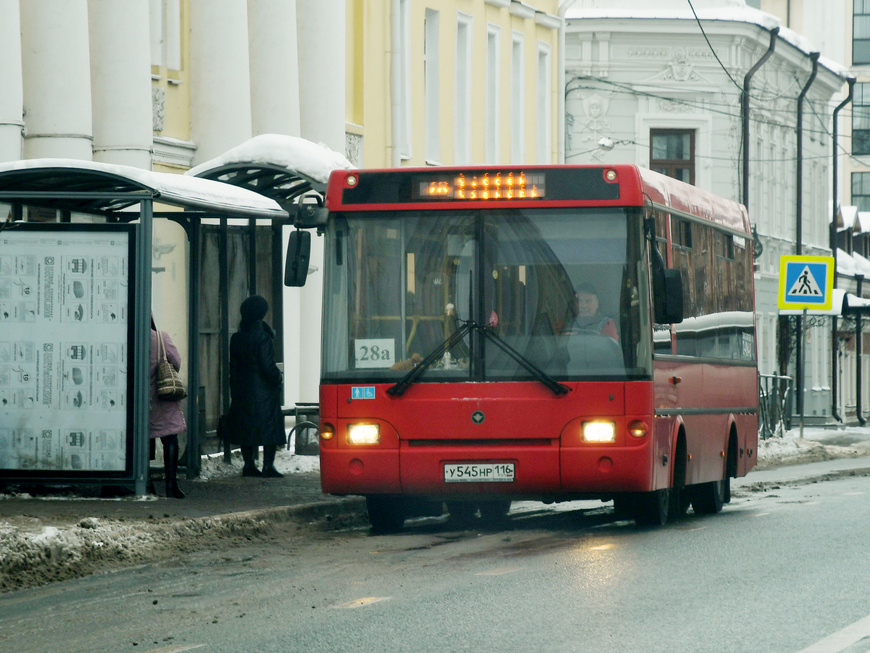
ПАЗ-3237  на улице Карла Маркса в Казани